# Étoile Sportive de Radès
Étoile Sportive de Radès (arabisch النجم الرياضي الرادسي, DMG an-Naǧm ar-Riyāḍī ar-Rādisī), allgemein bekannt als ES Radès, ist ein tunesischer Sportverein aus Radès, neun Kilometer südöstlich der Hauptstadt Tunis. ES Radès ist vor allem für die erfolgreiche Basketballabteilung bekannt. Die Fußballabteilung spielt seit jeher in unterklassigen Ligen.
Das Basketballteam, mit dreizehn Meisterschaften Rekordmeister, wurde 1953 gegründet und tritt in der ersten Liga des Landes an.

## Erfolge
| National | International |
| --- | --- |

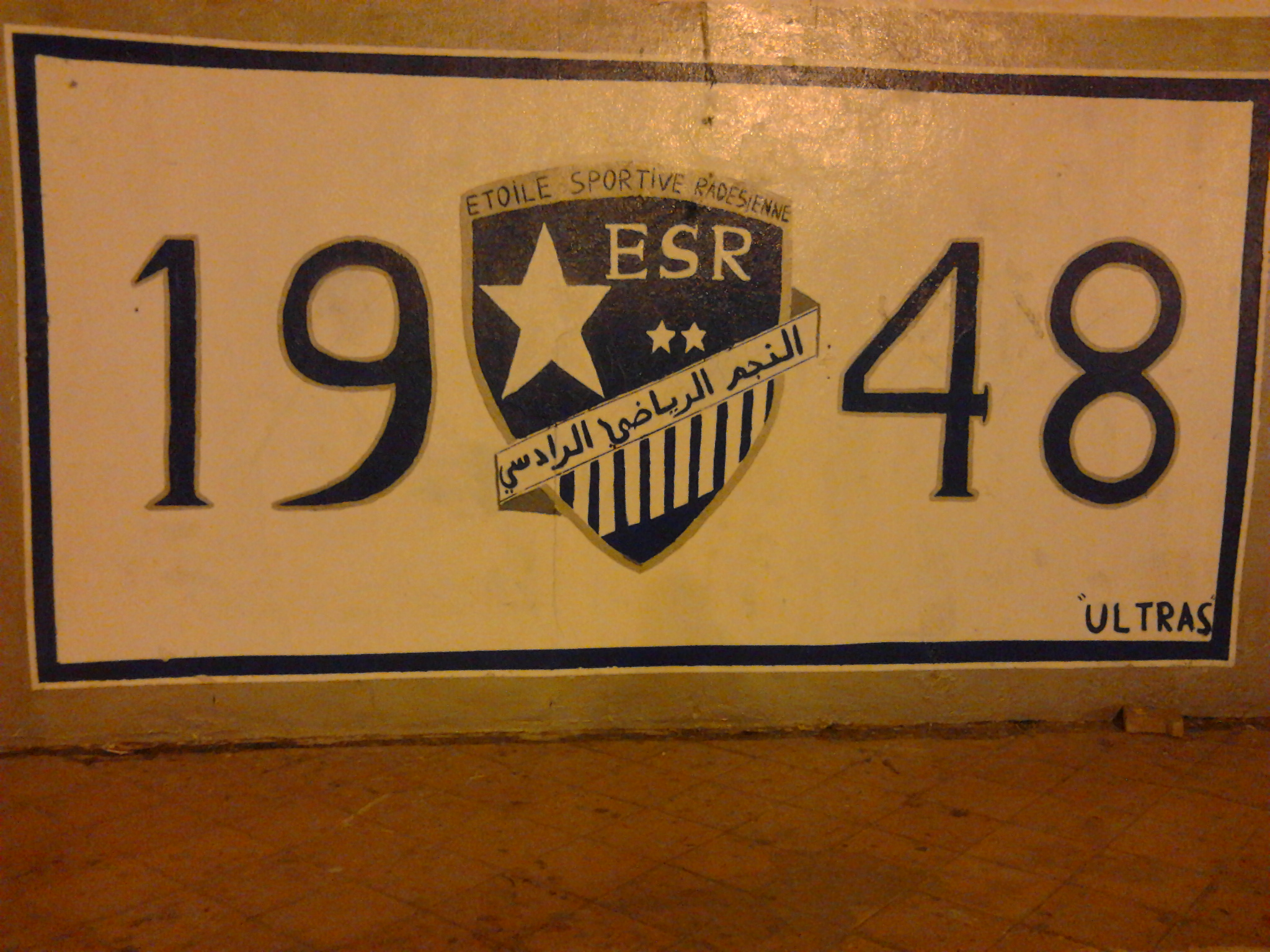
Graffiti einer Fangruppe, welches das Vereinswappen abbildet

| - Tunesische Meisterschaft (13) - Meister: 1964, 1965, 1966, 1967, 1968, 1969, 1970, 1971, 1972, 1976, 1984, 2017, 2018 - Vizemeister: 2013, 2015, 2019, 2020 - Tunesischer Pokal (12) - Sieger: 1961, 1962, 1963, 1964, 1965, 1968, 1970, 1971, 1972, 2017, 2018, 2019 - Finalist: 1973, 1975, 1976, 1989, 2008, 2013 | - Afrikanische Champions League (0) - Finalist: 2014, 2017 - Nordafrikanischer Pokal der Landesmeister (1) - Sieger: 1975 - Nordafrikanische Meisterschaft (1) - Sieger: 1971 - Finalist: 1965, 1966, 1968, 2012 |

## Heimhalle
Die multifunktionale Indoor-Sportarena Taoufik-Bouhima-Halle ist die Heimspielstätte des Teams und bietet Platz für 3.500 Zuschauer. Die Halle ist nach dem bekannten tunesischen Basketballspieler Taoufik Bouhima benannt, der maßgeblich zum tunesischen Basketball beigetragen hat und die Nationalmannschaft bei verschiedenen internationalen Wettbewerben repräsentierte.
Die Halle wurde im Jahr 2012 nach der Vereinslegende und dem Sohn der Stadt Taoufik Bouhima (* 14. Dezember 1950; † 18. Juni 1998) benannt, der maßgeblich zum Erfolg des Klubs beigetragen hat und die Nationalmannschaft bei verschiedenen internationalen Wettbewerben repräsentierte.
Bouhima führte ES Radès sechsmal zur Meisterschaft der tunesischen Basketballliga und viermal zum Gewinn des tunesischen Pokals. Zudem errang er mit dem Verein 1971 einen nordafrikanischen Titel. Als Spieler der Nationalmannschaft trug er wesentlich dazu bei, dass man im Jahr 1973 die Goldmedaille bei den Afrikaspielen holte. Bei der Basketball-Afrikameisterschaft 1970 gewann er mit Tunesien die Bronzemedaille.

## Fans und Rivalitäten

### Fanszene
Seit 2010 gibt es die Ultras-Gruppe Ultras Radesien, die primär bei den Basketballspielen der Herren aktiv ist, aber auch regelmäßig bei den Spielen der Damenmannschaft anwesend ist. Zusätzlich unterstützen sie die Herrenfußballmannschaft in der 2. Liga.

### Rivalen
Die wichtigste Begegnung der Saison ist das traditionsreiche Derby zwischen dem ES Radés und dem Lokalrivalen Ezzahra Sports. Das Spiel gilt als bedeutende Begegnung im tunesischen Basketball und wird seit den Fünfzigern ausgetragen. Beide Vereine kommen aus dem Gouvernement Ben Arous, ihre Heimatstädte Radès und Ezzahra liegen nur etwa 4,4 Kilometer auseinander.